# 罗查里奥·迪·阿斯斯·施华·古天奴
罗查里奥·迪·阿斯斯·施华·古天奴（Rogério de Assis Silva Coutinho，1987年3月20日—），生于馬拉尼昂州，現效力科威特競技。
他的首場職業比賽於2007年1月14日作客以3-3戰平馬路雪尼。至於他首個職業比賽入球是於2007年2月1日作客以3-3逼平朗迪拿時取得。
此外，在他短暫的職業生涯也曾在2007年2月7日作客以1:2不敵巴拉納瓦伊時被紅牌罰下。這都是在效力巴甲帕拉恩尼斯時所發生的。
2008年9月，該巴西前鋒轉到科威特聯賽冠軍科威特競技效力。

## 連結
- （阿拉伯文） kuwaitclub.com.kw
- （葡萄牙文） CBF
- （葡萄牙文） rubronegro.net
- （葡萄牙文） furacao.com